# نورتفیلد (ایندیانا)
نورتفیلد (به انگلیسی: Northfield) یک منطقهٔ مسکونی در ایالات متحده آمریکا است که در شهرستان بونی، ایندیانا واقع شده‌است. نورتفیلد ۲۷۴٫۹۳ متر بالاتر از سطح دریا واقع شده‌است.